# 中体产业集团
中體產業集團股份有限公司（上交所：600158）是國家體育總局旗下的公司，公司的主要業務為發展中國體育產業和體育主題地產開發。
中體產業集團於1998年上市，募集資金2.5億元。1999年，中體產業集團開始投入房地產市場，開發了一系列的奧林匹克花園項目。

## 旗下公司
- 中体奥林匹克花园集团
- 中体奥林匹克花园投资有限公司
- 中体健身集团
- 中奥体育产业有限公司

## 外部連結
- 中體產業集團網站 （页面存档备份，存于）